# إدوارد أوسبورن ويلسون
إدوارد أوسبورن ويلسون (بالإنجليزية: Edward Osborne Wilson) عالم أحياء أمريكي ولد في برمنغهام، ألاباما، الولايات المتحدة في 10 يونيو 1929. اشتهر ويلسون بعمله في مجالات التطور وعلم الحشرات وعلم الاجتماع الحيوي. ويعد من أبرز المتخصصين في حياة النمل واستخدامه للفيرومونات كنوع من وسائل الاتصال.
ويعد ويلسون واحدا من العلماء الأكثر شهرة على الصعيدين الوطني والدولي. وبعد حصوله على شهادة البكالوريوس في العلوم ودرجة الماجستير في علم الأحياء في جامعة ألاباما (توسكالوسا)، حصل على الدكتوراه من جامعة هارفارد. ويعمل ويلسون حاليا كأستاذا فخريا وأمينا عاما لمتحف علم الحيوان المقارن في جامعة هارفارد.
ويلسون هو ابن إدوارد أوسبورن ويلسون وإنيس فريمان ويلسون. وهو زوج رينيه التي أنجب منها ابنته كاترين. وويلسون هو واحد من اثنين فقط حصلوا على الجوائز في مجالات العلوم في الولايات المتحدة، حيث حصل على الميدالية القومية للعلوم، وجائزة بوليتزر في الأدب 1979، والتي حصل عليها مرتين. وقد كرمته الأكاديمية الملكية السويدية، التي تمنح جائزة نوبل، بجائزة كرافورد، امتيازا له على تغطيته للمجالات الأحياء وعلم المحيطات، والرياضيات، وعلم الفلك.

## حياته المُبكِّرة
ولد إدوارد ويلسون في برمنغهام – ألاباما وقضى معظم طفولته في ريف ألاباما، انفصل والداه إدوارد وإنيز عندما كان في عمر السابعة ولذلك عاش فترةً طويلة يتجوَّل مع والده وزوجة والده الجديدة في عددٍ كبير من المدن والبلدات الأمريكيَّة، وأبدى اهتماماً كبيراً بالتاريخ الطبيعي في سنٍ مبكرة.
في نفس العام الذي انفصل فيه والداه، أصيب ويلسون بالعمى في إحدى عينيه نتيجة حادث وقع أثناء رحلة صيد، والغريب أنَّه أكمل الصيد رغم إصابته ، لم يطلب ويلسون العلاج الطبي وأهمل الإصابة ممَّا أدى في النهاية لإصابته بالعمى التام في عينه اليمنى، وخضع لعمل جراحي في مستشفى بينساكولا لاستئصال العدسة المصابة، ووصف ويلسون ذلك لاحقاً في سيرته الذاتية قائلاً: إنَّ الجراحة كانت محنة مرعبة في القرن التاسع عشر ، وهكذا كان ويلسون يبصر بعينه اليسرى فقط وهو الأمر الذي دفعه إلى التركيز على الأشياء الصغيرة، وقال: «لقد أصبحت أركِّز على الفراشات والنمل أكثر ممَّا فعله الأطفال الآخرون، ممَّا دفعني للاهتمام بهذه الحشرات بصورة تلقائيَّة» ، وربَّما يكون ضعف بصره ونقص قدرته على مراقبة الطيور والثدييات هو الذي دفعه للتركيز على الحشرات الصغيرة.
في عمر التاسعة فقط قام ويلسون بأولى رحلاته إلى حديقة الروك بارك في العاصمة واشنطن حيث قام بجمع الحشرات وأبدى اهتماماً خاصَّاً بالفراشات، وكان يصطاد الحشرات باستخدام شبكات بدائيَّة صنعها بنفسه من المكانس وأكياس القماش ، وفي رحلةٍ أخرى افتتن بالنمل، ويصف في سيرته الذاتية كيف قام في إحدى المرَّات بسحب لحاء شجرة متعفَّنة فوجد مستعمرة من نمل السترونيلا تحتها، وقد تركت هذه الحادثة انطباعاً حيَّاً ومستمراً في نفسه ، برز تفوق ويلسون العلمي في شبابه فحصل على جائزة مهمة في العلوم الطبيعية وشغل نصب مدير علمي في معسكره الشبابي الصيفي وهو بعمر الثامنة عشرة.
مدفوعاً برغبته بأن يصبح عالم حشرات بدأ ويلسون بجمع الذباب والحشرات، ولكنَّ نقص الدبابيس اللازمة لتثبيت الحشرات الذي تسبَّبت بها الحرب العالمية الثانية جعله يتحوَّل إلى جمع النمل الذي يمكن تخزينه في قوارير، بتشجيع من عالم الأحياء من المتحف الوطني للتاريخ الطبيعي في واشنطن ماريون سميث بدأ ويلسون بدراسة استقصائية لجميع أنواع النمل في ولاية ألاباما، وقادته هذه الدراسة إلى الإبلاغ عن أول مستعمرة لنمل النار في الولايات المتحدة الأمريكيَّة.

## التعليم
قلق ويلسون من احتمال عدم قدرته على الالتحاق بالتعليم الجامعي بسبب الأعباء الماديَّة، ولذلك حاول الانضمام لجيش الولايات المتحدة الأمريكيَّة طمعاً في الحصول على منحة لتغطية تكاليف تعليمه ولكنَّه فشل في الفحص الطبي للجيش بسبب ضعف بصره، ومع ذلك فقد كان ويلسون قادراً على تحمُّل تكاليف الالتحاق بجامعة ألاباما لاحقاً وحصل على بكالوريوس في العلوم وماجستير في علم الأحياء عام 1950، وانتقل إلى جامعة هارفارد عام 1952، وهناك تمَّ تعيينه كزميل للجامعة وهو الأمر الذي مكَّنه من القيام برحلات خارجيَّة لدارسة النمل وجمعه في كوبا والمكسيك وأستراليا وغينيا الجديدة وفيجي وسريلانكا، وفي عام 1955 حصل على الدكتوراه من جامعة هارفارد وتزوَّج من إيرين كيلي في نفس العام.

## المهنة
خلال الفترة الممتدة بين أعوام 1956 - 1996 عمل ويلسون في جامعة هارفارد، حيث بدأ عمله كقائد لفريق تصنيف النمل وعمل على فهم تطور هذه الحشرات وكيف تطوَّرت أنواع جديدة منها من خلال الهروب من الضغوط البيئية والانتقال إلى ظروف جديدة، وطوَّر خلال هذه الفترة نظرية «دورة الأنواع»، بعد حصوله على الدكتوراه مباشرةً في عام 1955 بدأ ويلسون في الإشراف على ستيوارت ألتمان في بحثه حول السلوك الاجتماعي لقرود المكاك، وهو الأمر الذي لفت نظر ويلسون لتصوُّر البيولوجيا الاجتماعية كنظرية عالميَّة متكاملة للسلوك الاجتماعي للحيوانات.
اشترك ويلسون مع عالم الرياضيات ويليام بوزرت في بحث كانت نتيجته اكتشاف الطبيعة الكيميائيَّة للتواصل بين النمل عبر الفيرومونات، وفي الستينيات تعاون مع عالم الرياضيات والبيئة روبرت ماك آرثر لاختبار نظرية توازن الأنواع في جزيرة صغيرة في فلوريدا حيث قام باستئصال جميع أنواع الحشرات منها ولاحظ إعادة استيطان الأنواع الجديدة، وأصبح كتاب نظرية جزيرة الجغرافيا الحيوية الذي يشرح هذه التجربة مرجعاً بيئيَّاً.
في عام 1971 نشر ويلسون كتاب «مجتمعات الحشرات» حول بيولوجيا الحشرات الاجتماعية مثل النمل والنحل والدبابير والنمل الأبيض، وفي عام 1973 تمَّ تعيينهُ كأمين الحشرات في متحف علم الحيوان المقارن، وفي عام 1975، نشر كتابه «علم الاجتماع البيولوجي: التركيب الجديد»، وفيه حاول تطبيق نظريَّاته عن سلوك الحشرات على الفقاريات وفي الفصل الأخير منه على البشر، وتكهَّن بأنَّ الميول المتطورة والموروثة هي المسؤولة عن التنظيم الاجتماعي الهرمي الموجود بين البشر، وفي عام 1978 نشر كتاب «حول الطبيعة البشرية»، وتناول فيه دور علم الأحياء في تطور الثقافة الإنسانية، وفاز بجائزة بوليتزر عن هذا الكتاب ، وفي عام 1990 نشر كتاب «النمل» بالتعاون مع بيرت هولدوبلر، وحصد بفضله ثاني جائزة بوليتزر [14]، وفي التسعينات نشر كتابين إضافيَّين هما: «تنوُّع الحياة» (1992)، «وحدة المعرفة» (1998).

## تقاعده
تقاعد ويلسون من عمله في جامعة هارفارد رسميَّاً في عام 1996 ورغم ذلك استمرَّ في شغل منصب بروفيسور فخري في علم الحشرات في الجامعة، وأسَّس بعدها مؤسَّسة ويلسون للتنوع البيولوجي وهي مؤسَّسة مستقلة تموِّل بعض الأبحاث وتمنح جوائز مرموقة بالتعاون مع جامعة ديوك ومدرسة نيكولاس البيئيَّة، وأصبح ويلسون محاضراً خاصَّاً في جامعة ديوك كجزء من الاتفاقيَّة.
أصدر ويلسون 14 كتاباً جديداً خلال الألفيَّة الجديدة: مستقبل الحياة (2002)، الكائنات الحيَّة الدقيقة: الجمال والأناقة والغرابة في مجتمعات الحشرات (2009)، مملكة النمل: فجر التاريخ الطبيعي في العالم الجديد (2010)، الفتح الاجتماعي للأرض (2012)، وفي عام 2014 وحده نشر ثلاثة كتب: رسائل إلى عالم شاب، نافذة إلى الفردوس: السير في عالم الأحياء عبر حديقة غورونغوسا الوطنية، معنى الوجود البشري.
يقيم هو وزوجته إيرين في ماساتشوستس ولديهما ابنة واحدة هي كاثرين، تقيم مع زوجها جوناثان في ماساتشوستس أيضاً.

## أعماله

### علم الاجتماعي البيولوجي: التركيب الجديد (1975)
استخدم ويلسون في هذا الكتاب البيولوجيا الاجتماعيَّة والمبادئ التطوريَّة لتفسير سلوك الحشرات الاجتماعيَّة، ومن ثمَّ فهم السلوك الاجتماعي للحيونات الأخرى بما في ذلك البشر، وبالتالي ثبَّت علم الاجتماع البيولوجي كحقل علمي جديد، وقال إنَّ كل سلوك الحيوانات بما في ذلك السلوك البشري هو نتاج الوراثة والمُحفزات البيئيَّة، إنَّ وجهة النظر الاجتماعية والبيولوجية هي أنَّ كل السلوك الاجتماعي للحيوانات يحكمه قواعد لاجينيَّة والتي صاغتها قوانين التطور، وأثبتت هذه النظريَّة والأبحاث المتعلِّقة بها أنَّها مهمَّة ومؤثرة. ومع ذلك كانت البحوث الاجتماعية والبيولوجية في ذلك الوقت مثيرة للجدل خصوصاً عند تطبيقها على البشر، أسسَّ هذا الكتاب لحجَّة علميَّة تنصُّ على رفض الفكرة التي تقول بأنَّ البشر يولدون دون أي محتوى عقلي فطري وأنَّ الثقافة تعمل على زيادة المعرفة الإنسانيَّة والمساعدة في البقاء والنجاح، وفي الفصل الأخير من كتابه يجادل ويلسون بأنَّ العقل البشري يتشكَّل عن طريق الموروث الجيني بقدر ما هو بالثقافة المكتسبة إن لم يكن أكثر، ويقترح هنا أنَّ هناك قيوداً على مدى تأثير العوامل الاجتماعية والبيئية في تغيير السلوك البشري.
قوبل كتاب علم الاجتماع البيولوجي في البداية بالكثير من النقد، وخصوصاً من قبل العديد من زملاء ويلسون في هارفارد، مثل ريتشارد ليونتين وستيفن غاي غولد، وكتب غولد ولونتين وآخرون ردَّاً على كتابه هذا، في مقابلة أجراها ويلسون عام 2011 ردَّاً على هذا النقد قال: "أعتقد أنَّ غولد كان مشعوذاً، وأنَّه كان يسعى إلى السمعة والمصداقية والشهرة كعالم وكاتب، وقد فعل ذلك باستمرار من خلال تشويه أقوال علماءٍ آخرين ومن ثمَّ استنباط الحجج اعتماداً على هذا التشويه، وفي عام 1976 نشر مارشال سلاينز كتاباً حول إساءة استخدام علم الأحياء اعتُبر نقداً مباشراً لنظريَّات ويلسون وأفكاره، بالإضافة لذلك كان هناك معارضة سياسيَّة واجتماعيَّة لهذا الكتاب ولأفكار ويلسون عموماً.

### حول الطبيعة البشريَّة (1978)
يقول ويلسون في كتابه حول الطبيعة البشريَّة الصادر عام 1978: «إنَّ الملحمة التطوريَّة هي على الأرجح أفضل أسطورة حصلنا عليها على الإطلاق»، وقد حثَّت شهرة ويلسون ومكانته العلميَّة على شيوع استخدام عبارة الملحمة التطوريَّة، وفاز الكتاب بجائزة بوليتزر عام 1979.

### النمل (1990)
أجرى ويلسون بالتعاون مع بيرت هولدبلير دراسة منهجيَّة عن النمل وسلوكه، وبلغت هذه الدراسة ذروتها مع نشر الكتاب الموسوعي «النمل» عام 1990، وتطرَّق الكتاب لسلوك التضحية بالنفس عند النمل والذي تمَّ تفسيره على أساس الاهتمام الوراثي في بقاء النملات الأخوات اللواتي يتقاسمون 75% من جيناتهم.
يقول ويلسون متحدثاً عن النمل: «كان كارل ماركس محقاً، إنَّ الاشتراكيَّة ناجحة ولكنَّ المشكلة أنَّه راهن على الجنس الخاطئ»، بمعنى آخر فالنمل والأنواع الاجتماعيَّة الأخرى من الحشرات تعيش في مجتمعات شيوعيَّة تقريباً، وهم يفعلون ذلك لأنَّهم مجبرون عليه من الناحية البيولوجيَّة الوراثيَّة حيث أنَّهم يفتقرون إلى الاستقلال الإنجابي لأنَّ النمل العامل عقيم ويحتاج إلى ملكة من الأجل البقاء والتكاثر، في حين أنَّ يتمتَّع البشر باستقلاليَّة إنجابيَّة ويستطيعون التكاثر بدون الحاجة لملكة.

### وحدة المعرفة (1998)
ناقش ويلسون في كتابه وحدة المعرفة الصادر عام 1998 الطرق المُستخدمة لتوحيد العلوم، والتي يمكن أن تكون قادرة على توحيد العلوم الطبيعيَّة مع العلوم الإنسانيَّة، وقال بأنَّ الثقافة والطقوس الدينيَّة والاجتماعيَّة هي منتجات سلوكيَّة وليست أجزاءاً من الطبيعة البشرية.
يقول ويلسون إنَّ الفن ليس جزءاً من الطبيعة البشرية الفطريَّة، ولكن تقديرنا للفن واهتمامنا به هو طبيعة بشرية، واقترح أنَّ مفاهيم مثل تقدير الفنون، والخوف من الثعابين، أو تحريم الجنس مع المحارم، يمكن دراستها وتفسيرها من خلال القواعد العلميَّة الطبيعية.

## معتقداته الدينيَّة والسياسيَّة
صاغ ويلسون مصطلح الإنسانية العلميَّة للتعبير عن «النظرة العالميَّة الوحيدة المتوافقة مع المعرفة العلميَّة المتزايدة والمعتمدة مع العالم الحقيقي وقوانين الطبيعة» [39].
أمَّا فيما يتعلق بمسألة الله، فقد رفض ويلسون تسميته بالملحد مفضلاً وصفه بلا أدري ، يقول ويلسون إنَّ الإيمان بالله والطقوس الدينيَّة هي منتجات لعمليَّة التطور، ويؤكِّد أنَّه لا ينبغي رفض هذه الطقوس بل يجب على العلماء إجراء مزيد من الدراسات والأبحاث لفهم أهميَّتها بالنسبة للطبيعة البشرية، ويدعو العلماء لتقديم يد الصداقة للزعماء الدينيِّين وبناء تحالف معهم، مشيراً إلى أنَّ «العلم والدين هما من أهم القوى المؤثرة على الأرض ويجب أن يجتمعا من أجل الحفاظ على البشر».
نشط ويلسون أيضاً في مجال البيئة على المستوى الدولي، وكان مستشاراً لمعهد الأرض في جامعة كولومبيا، ومديراً للمتحف الأمريكي للتاريخ الطبيعي، وفي عام 2014 دعا إلى تخصيص نصف مساحة سطح الأرض على الأقل لكي تعيش فيه وتزدهر الأنواع الحيَّة الأخرى باعتبار ذلك هو الاستراتيجيَّة الوحيدة المُمكنة لحل أزمة الانقراض.